# Carlsberg Polska
Карлсберг Польща (пол. Carlsberg Polska) — польська пивоварна компанія зі штаб-квартирою у Варшаві, яка об'єднує три пивоварні: «Browar Kasztelan» (Серпць), «Bosman Browar Szczecin» (Щецин) i «Browar Okocim» (Бжесько).
Належить данському концерну «Carlsberg Group» та є його дочірньою компанією.

## Історія
Компанія заснована у 2001 році шляхом входження до однієї групи трьох пивоварних підприємств, основним акціонером яких був концерн «Carlsberg Breweries AS». Компанія працювала під назвою «Carlsberg Okocim SA». Після переходу повного контролю над компанією «Карлсбергом» у 2004 році назва змінена на «Carlsberg Polska SA».
Окрім трьох діючих пивоварень, компанії належить також нині недіюча у місті Хоцивель.

## Марки пива
- Carlsberg
- Harnaś
- Karmi
- Kasztelan
- Bosman
- Okocim
- Piast
- Książ
- Volt
- Somersby.